# Kentrochrysalis streckeri
Kentrochrysalis streckeri  es una especie de polilla de la  familia Sphingidae. Vuela en Mongolia, el Lejano Este ruso, noreste de China y Corea del Norte.
Su envergadura de ala es de 88 a 90 mm. En Jabárovsk en Rusia tiene una generación con adultos de mayo a julio, con una segunda generación parcial en agosto en algunos años.
Las larvas se alimentan de Fraxinus (incluyendo Fraxinus mandshurica), Ligustrum y Syringa especies en Primorskiy Kray.

## Sinonimia
- Sphinx streckeri Staudinger, 1880
- Sphinx davidis Oberthür, 1880